# لويس بيرغر
لويس بيرغر (بالإنجليزية: Louis Berger) (و. 1914 – 1996 م) هو مهندس من الولايات المتحدة الأمريكية .

## التعليم
تعلم في معهد ماساتشوستس للتقنية، وجامعة تافتس، وجامعة نورث وسترن في.